# Souvenir Henri-Desgrange

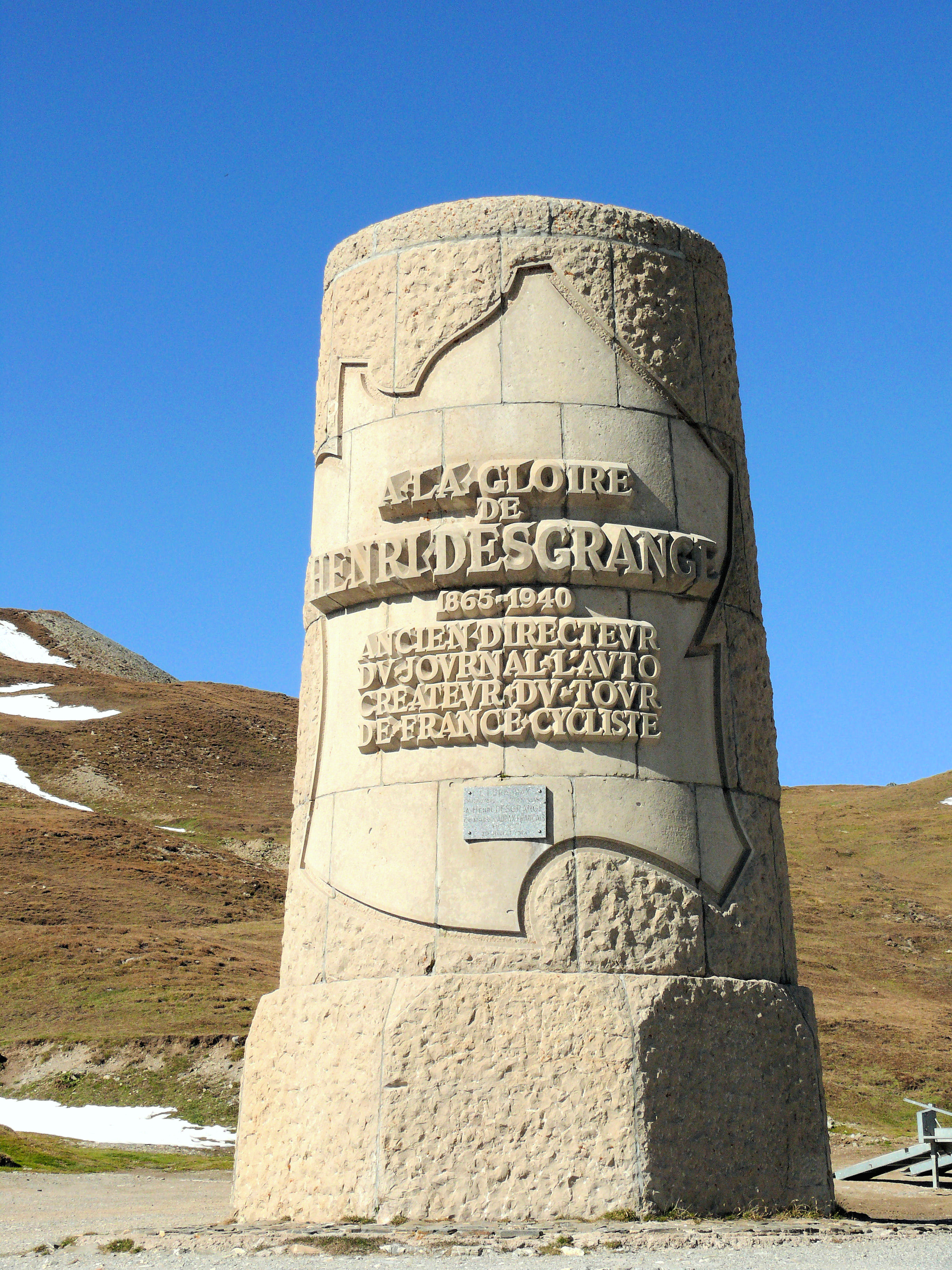
O monumento a Henri-Desgrange no passo do Galibier

O souvenir Henri-Desgrange é um prêmio criado em 1947 para ser atribuído no Tour de France, uma corrida de ciclismo francesa por etapa que se desenvolve cada mês de julho desde 1903.
O prêmio rende homenagem a Henri Desgrange, criador e organizador da Volta entre 1903 e 1939.

## Descrição
O prêmio e dado para recompensar e atribuir o primeiro corredor que supera o passo do Galibier (Alpes) segundo uma tradição instituída a partir de 1952.
Se o col do Galibier não está no programa da Volta do ano em curso, o Souvenir é dado ao primeiro corredor que passa ao mais elevado porto de montanha do circuito, salvo se se trata do col do Tourmalet onde outro prêmio, o Souvenir Jacques-Goddet, é atribuído já desde 2001. Neste caso, é o segundo porto mais elevado que distingue o prêmio (como em 2012 por exemplo onde o souvenir tem sido atribuído à cimeira do passo da Cruz-de-Ferro).
Em 2010 no entanto, o col do Tourmalet tem sido o teatro dos dois prêmios já que tem sido superado a duas recuperações, permitindo uma atribuição do Souvenir Jacques-Goddet pela primeira vez, e do Souvenir Henri-Desgrange a segunda vez.
Em caso que o Galibier está programado, ele atribui a Souvenir Henri-Desgrange inclusive se não é o porto mais elevado da Volta. Zela produziu-se em 2007, 2008 e 2011, onde o col do Iseran (2 764 m), a cimeira de la Bonette (2 802 m), e o col Agnel (2 744 m) estavam programados em todas as respectivas Voltas. Trata-se das três únicas ascensões utilizadas pela Volta que são mais elevadas que o col do Galibier. Não obstante, em 2019, o col do Iseran tem atribuido a souvenir Henri-Desgrange, quando bem inclusive o Galibier estava superado à véspera.
A souvenir Henri-Desgrange oferece atualmente um prêmio de 5 000 euros ao primeiro corredor que passa em cabeça do col implicado.

## Palmarés
| Ano  | Nome                     | País          | Col                         | Altitude | Em massa                      |
| ---- | ------------------------ | ------------- | --------------------------- | -------- | ----------------------------- |
| 1947 | Édouard Fachleitner      | França        |                             |          |                               |
| 1948 | Roger Lambrecht          | Bélgica       |                             |          |                               |
| 1949 | Paul Giguet              | França        |                             |          |                               |
| 1950 | Apo Lazaridès            | França        | Col do Lautaret             | 2 058 m  | Alpes                         |
| 1951 | Gino Sciardis            | Itália        | Col do Lautaret             | 2 058 m  | Alpes                         |
| 1952 | Fausto Coppi             | Itália        | Col do Galibier             | 2 556 m  | Alpes                         |
| 1953 | Claude Colette           | França        |                             |          |                               |
| 1954 | Federico Bahamontes      | Espanha       | Col do Galibier             | 2 556 m  | Alpes                         |
| 1955 | Charly Gaul              | Luxemburgo    | Col do Galibier             | 2 556 m  | Alpes                         |
| 1956 | Pierre Pardoën           | França        |                             |          |                               |
| 1957 | Marcel Janssens          | Bélgica       | Col do Galibier             | 2 556 m  | Alpes                         |
| 1958 | Piet van Est             | Países Baixos | Col do Lautaret             | 2 058 m  | Alpes                         |
| 1959 | Charly Gaul              | Luxemburgo    | Col do Galibier             | 2 556 m  | Alpes                         |
| 1960 | Jean Graczyk             | França        | Col do Lautaret             | 2 058 m  | Alpes                         |
| 1961 | Joseph Planckaert        | Bélgica       | Pelota de Alsacia           | 1 247 m  | Cordilheira dos Vosgos Vosgos |
| 1962 | Juan Campillo            | Espanha       | Col do Lautaret             | 2 058 m  | Alpes                         |
| 1963 | não atribuido            |               |                             |          |                               |
| 1964 | Federico Bahamontes      | Espanha       | Col do Galibier             | 2 556 m  | Alpes                         |
| 1965 | Francisco Gabica         | Espanha       | Col do Lautaret             | 2 058 m  | Alpes                         |
| 1966 | Julio Jiménez            | Espanha       | Col do Galibier             | 2 556 m  | Alpes                         |
| 1967 | Julio Jiménez            | Espanha       | Col do Galibier             | 2 556 m  | Alpes                         |
| 1968 | Barry Hoban              | Reino Unido   | Col dos Aravis              | 1 487 m  | Alpes                         |
| 1969 | Eddy Merckx              | Bélgica       | Col do Galibier             | 2 556 m  | Alpes                         |
| 1970 | Raymond Delisle          | França        | Col de Aubisque             | 1 709 m  | Pirenéus                      |
| 1971 | Wilmo Francioni          | Itália        | Costa de Dourdan            |          |                               |
| 1972 | Joop Zoetemelk           | Países Baixos | Col do Galibier             | 2 556 m  | Alpes                         |
| 1973 | Luis Ocaña               | Espanha       | Col do Galibier             | 2 556 m  | Alpes                         |
| 1974 | Vicente López Carril     | Espanha       | Col do Galibier             | 2 556 m  | Alpes                         |
| 1975 | Luis Balague             | Espanha       | Col do Télégraphe           | 1 566 m  | Alpes                         |
| 1976 | Luciano Conati           | Itália        | Col do Lautaret             | 2 058 m  | Alpes                         |
| 1977 | Lucien Van Impe          | Bélgica       | Col do Tourmalet            | 2 115 m  | Pirenéus                      |
| 1978 | Christian Seznec         | França        | Santa-Casa-de-Campan        |          | Pirenéus                      |
| 1979 | Lucien Van Impe          | Bélgica       | Col do Galibier             | 2 642 m  | Alpes                         |
| 1980 | Johan De Muynck          | Bélgica       | Col do Galibier             | 2 642 m  | Alpes                         |
| 1981 | Theo de Rooij            | Países Baixos |                             |          |                               |
| 1982 | André Chalmel            | França        | Col do Soulor               | 1 474 m  | Pirenéus                      |
| 1983 | José Patrocínio Jiménez  | Colômbia      | Col do Tourmalet            | 2 115 m  | Pirenéus                      |
| 1984 | Francisco Rodríguez      | Colômbia      | Col do Galibier             | 2 642 m  | Alpes                         |
| 1985 | Pello Ruiz               | Espanha       | Col do Tourmalet            | 2 115 m  | Pirenéus                      |
| 1986 | Luis Herrera             | Colômbia      | Col do Galibier             | 2 642 m  | Alpes                         |
| 1987 | Pedro Muñoz              | Espanha       | Col do Galibier             | 2 642 m  | Alpes                         |
| 1988 | Laudelino Cubino         | Espanha       | Col do Tourmalet            | 2 115 m  | Pirenéus                      |
| 1989 | Gert-Jan Theunisse       | Países Baixos | Col do Galibier             | 2 642 m  | Alpes                         |
| 1990 | Miguel Ángel Martínez    | Espanha       | Col do Tourmalet            | 2 115 m  | Pirenéus                      |
| 1991 | Claudio Chiappucci       | Itália        | Col do Tourmalet            | 2 115 m  | Pirenéus                      |
| 1992 | Franco Chioccioli        | Itália        | Col do Galibier             | 2 642 m  | Alpes                         |
| 1993 | Tony Rominger            | Suíça         | Col do Galibier             | 2 642 m  | Alpes                         |
| 1994 | Richard Virenque         | França        | col do Tourmalet            | 2 115 m  | Pirenéus                      |
| 1995 | Richard Virenque         | França        | passo da Cruz-de-Ferro      | 2 068 m  | Alpes                         |
| 1996 | Neil Stephens            | Austrália     | Col de Aubisque             | 1 709 m  | Pirenéus                      |
| 1997 | Richard Virenque         | França        | Porto de Envalira           | 2 407 m  | Pirenéus                      |
| 1998 | Marco Pantani            | Itália        | Col do Galibier             | 2 642 m  | Alpes                         |
| 1999 | José Luis Arrieta        | Espanha       | Col do Galibier             | 2 642 m  | Alpes                         |
| 2000 | Pascal Hervé             | França        | Col do Galibier             | 2 642 m  | Alpes                         |
| 2001 | Laurent Roux             | França        | Col da Madeleine            | 1 993 m  | Alpes                         |
| 2002 | Santiago de Chile Botero | Colômbia      | Col do Galibier             | 2 642 m  | Alpes                         |
| 2003 | Stefano Garzelli         | Itália        | Col do Galibier             | 2 642 m  | Alpes                         |
| 2004 | Gilberto Simoni          | Itália        | Col da Madeleine            | 1 993 m  | Alpes                         |
| 2005 | Alexandre Vinokourov     | Cazaquistão   | Col do Galibier             | 2 642 m  | Alpes                         |
| 2006 | Michael Rasmussen        | Dinamarca     | Col do Galibier             | 2 642 m  | Alpes                         |
| 2007 | Mauricio Soler           | Colômbia      | Col do Galibier             | 2 642 m  | Alpes                         |
| 2008 | Stefan Schumacher        | Alemanha      | Col do Galibier             | 2 642 m  | Alpes                         |
| 2009 | Franco Pellizotti        | Itália        | Col do grande-Santo-Bernard | 2 469 m  | Alpes                         |
| 2010 | Andy Schleck             | Luxemburgo    | col do Tourmalet            | 2 115 m  | Pirenéus                      |
| 2011 | Andy Schleck             | Luxemburgo    | Col do Galibier             | 2 642 m  | Alpes                         |
| 2012 | Fredrik Kessiakoff       | Suécia        | passo da Cruz-de-Ferro      | 2 068 m  | Alpes                         |
| 2013 | Nairo Quintana           | Colômbia      | Porto de Pailhères          | 2 001 m  | Pirenéus                      |
| 2014 | Joaquim Rodríguez        | Espanha       | Col de Izoard               | 2 361 m  | Alpes                         |
| 2015 | Simon Geschke            | Alemanha      | Col de Allos                | 2 247 m  | Alpes                         |
| 2016 | Rui Costa                | Portugal      | Porto de Envalira           | 2 408 m  | Pirenéus                      |
| 2017 | Primož Roglič            | Eslovênia     | Col do Galibier             | 2 642 m  | Alpes                         |
| 2018 | Nairo Quintana           | Colômbia      | Col de Portet               | 2 215 m  | Pirenéus                      |
| 2019 | Egan Bernal              | Colômbia      | Col da Iseran               | 2 764 m  | Alpes                         |

### Artigos relacionados
- Cima Coppi
- Souvenir Jacques-Goddet